# Szatra

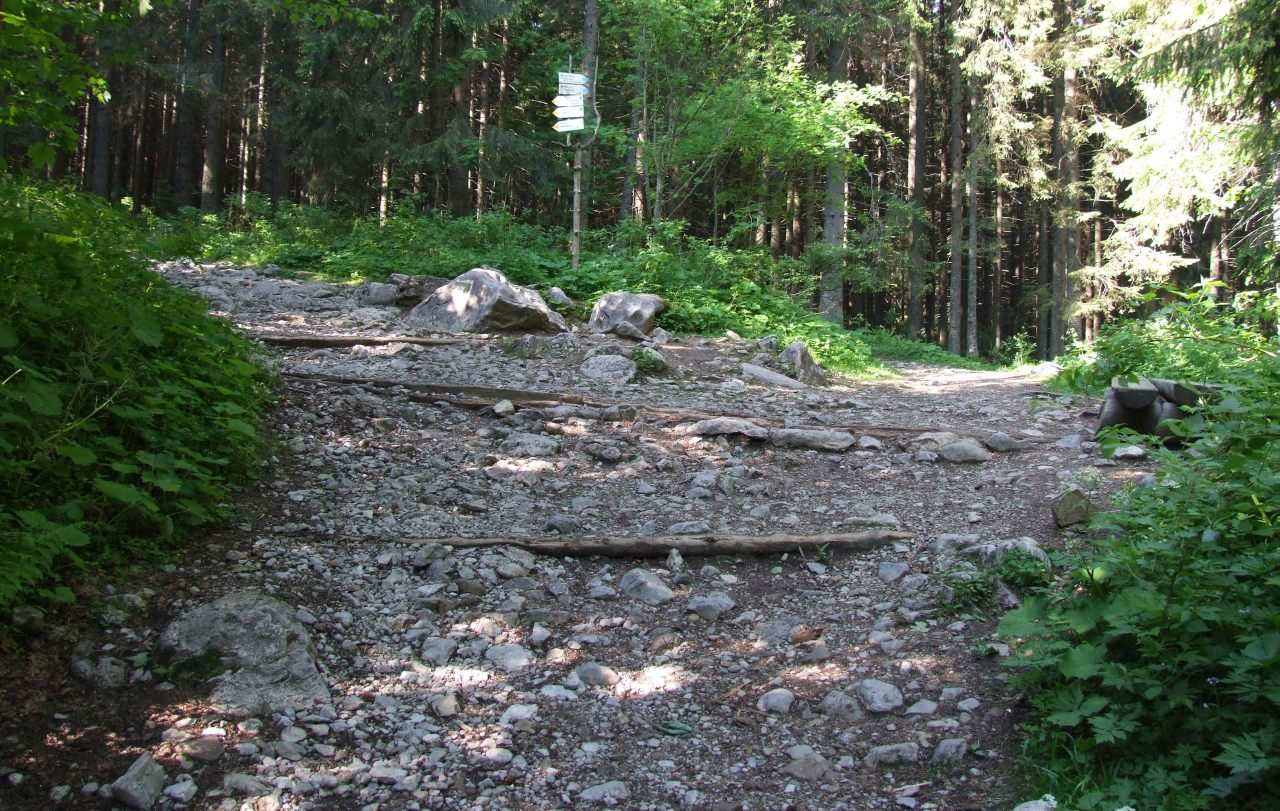
Szatra

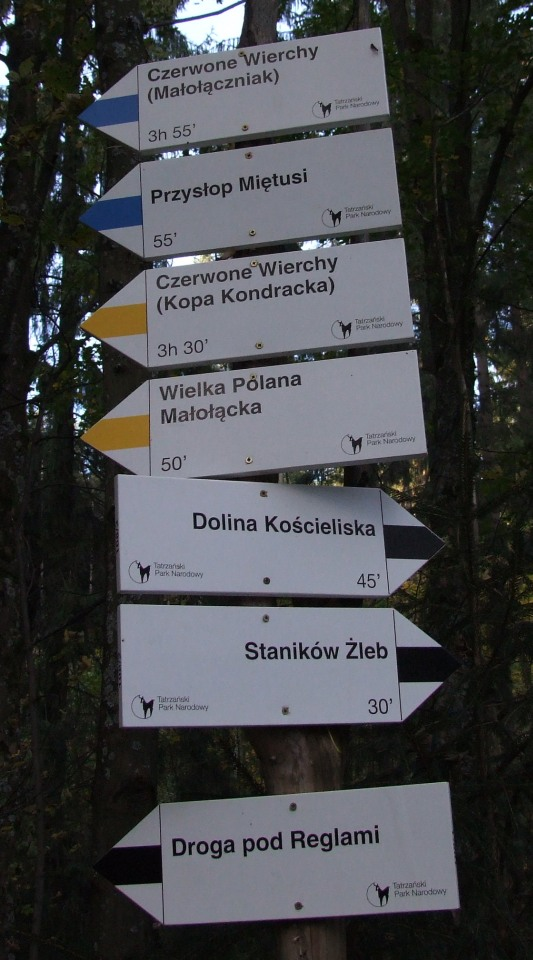
Tabliczki turystyczne

Szatra – położona na wysokości ok. 1050 m n.p.m. leśna kotlinka w dolnej części Doliny Małej Łąki, zaraz po wschodniej stronie drogi jezdnej prowadzącej dnem tej doliny. Obecnie znajduje się tutaj rozdroże szlaków turystycznych, dawniej była niewielka polanka i do II wojny światowej stał na niej i był użytkowany prymitywny szałas. Od niego pochodzi nazwa tego miejsca. W ludowej podhalańskiej gwarze słowa satra, sotra oznaczały prymitywny, zbudowany z gałęzi i podparty kołkami szałas służący pasterzom, bydłu czy owcom do ochrony. Samo zaś słowo szatra pochodzi z węgierskiego sátor (namiot), a to z kolei z tureckiego szatyr.
Od słowa szatra w Tatrach pochodzą nazwy kilku miejsc.
Przy Szatrze, u stóp Gmińskiej Skałki znajduje się wielowypływowe wywierzysko dające początek Małołąckiemu Potokowi. Powyżej niego w całej Dolinie Małej Łąki brak stałych powierzchniowych cieków wodnych.

## Szlaki turystyczne
przez całą długość doliny z Gronika przez Szatrę, Wielką Polanę Małołącką, i Kondracką Przełęcz na Kopę Kondracką.
- Czas przejścia z Gronika do Szatry: 25 min, ↓ 20 min
- Czas przejścia z Szatry na Kopę Kondracką: 2:55 h, ↓ 2:10 h

 biegnący początkowo razem z żółtym, w Szatrze odłączający się i biegnący przez Gmiński Żleb, Przysłop Miętusi i zbocza Skoruśniaka na Małołączniak. Czas przejścia z Gronika na Przysłop Miętusi: 1 h, ↓ 45 min.